# Lier (Noruega)
Lier es un municipio del condado de Buskerud, Noruega. Su centro administrativo es el pueblo de Lierbyen. El municipio fue creado el 1 de enero de 1838 y la zona de Åssiden fue transferida al municipio de Drammen el 1 de julio de 1951. Su población en 2015 era de 25 378 habitantes.
El centro comercial interior más grande de Noruega, Liertoppen, está situado en Lierskogen.

## Información general

### Etimología
El nombre proviene del nórdico antiguo líðir, plural de líð, que significa «ladera».